# Nous deux (magazine)
Pour le film de 1991, voir Nous deux.
 (décembre 2012).
Si vous disposez d'ouvrages ou d'articles de référence ou si vous connaissez des sites web de qualité traitant du thème abordé ici, merci de compléter l'article en donnant les références utiles à sa vérifiabilité et en les liant à la section « Notes et références ».
Nous deux est un magazine populaire français hebdomadaire créé en 1947 par Cino Del Duca et publié aujourd'hui par Reworld Media.

## Historique

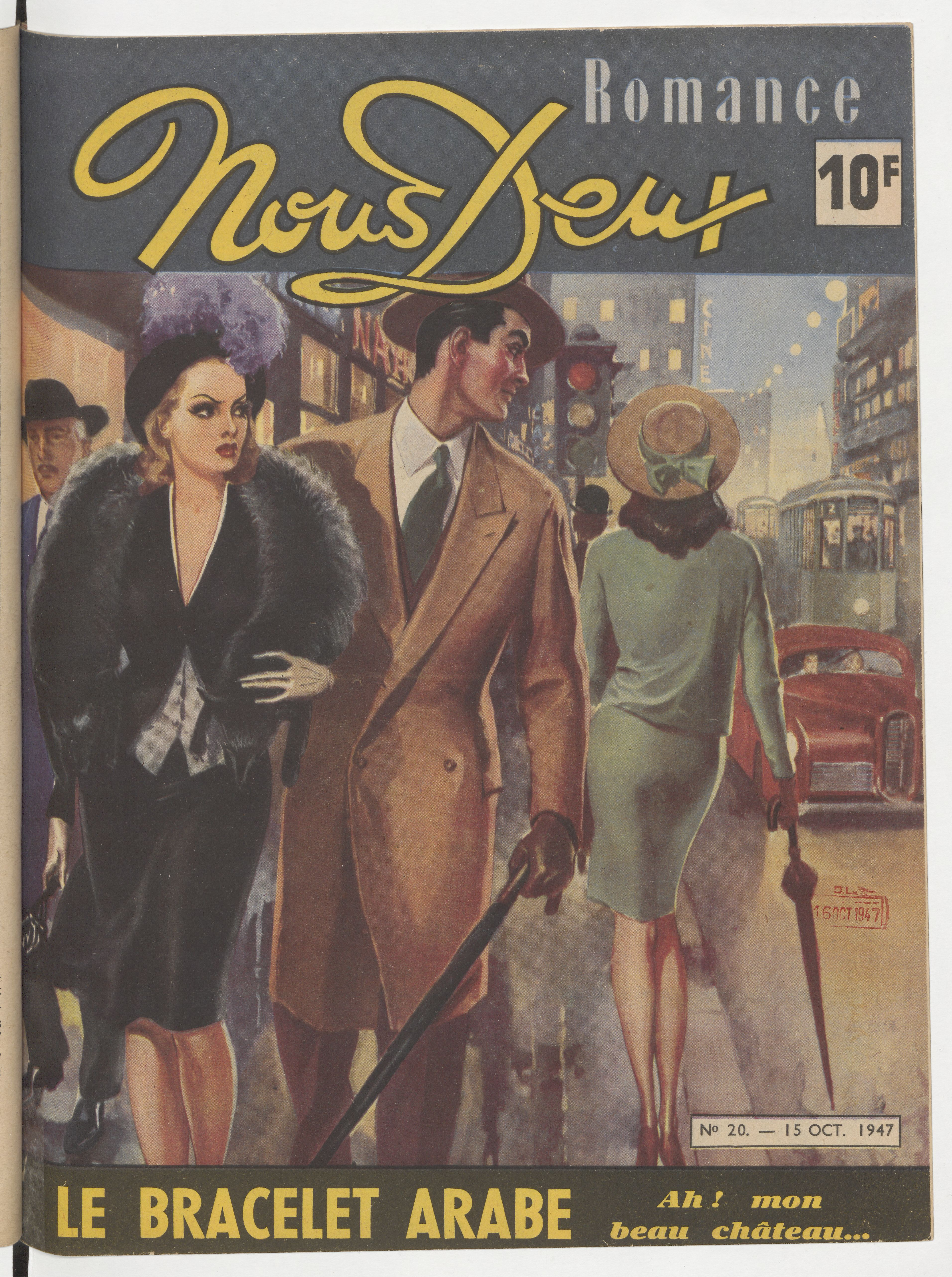
Couverture Nous deux no 20 (octobre 1947).

Le premier numéro paraît le 14 mai 1947 et le succès est au rendez-vous. Au départ bimensuel, Nous deux devient hebdomadaire dès le numéro 5, paru le 2 juillet 1947. Le 9 août 1950 (no 165), Nous deux propose à ses lecteurs son premier roman-photo intitulé « À l’aube de l’amour ».  Progressivement, les romans-photos occupent une place de plus en plus grande au sein du magazine. Nous deux devient alors le symbole du roman-photo en France.
À l'époque, Nous deux se vend alors à 1,5 million d'exemplaires par semaine.
Dès 1964, des célébrités françaises des yé-yé se prennent au jeu du roman-photo : Johnny Hallyday, Sylvie Vartan, Dalida, Frank Alamo, Sacha Distel, Mireille Mathieu y participent. En septembre 1986, les romans-photos de Nous deux passent à la couleur.
Le premier concours de la nouvelle a lieu en 1997 : les lecteurs peuvent alors s’exprimer et raconter leurs propres histoires. Enfin, après cinquante années de succès, en 2004, le magazine opte pour des couvertures people.

## Contenu rédactionnel
Le magazine est spécialisé dans la publication d'histoires sentimentales sous la forme de romans-photos. Il est également constitué d'une partie magazine féminin pratique (mode, beauté, cuisine, évasion…) qui contient des conseils et astuces.

## Diffusion
Sa diffusion s'élève à 279 085 exemplaires payés en France par numéro en 2011.

## Lectorat et positions
Plus de la moitié des lectrices du magazine (54 %) ont entre 35 et 64 ans[réf. nécessaire].